# Anak Verhoeven
Anak Verhoeven (Schriek, 15 de juliol de 1996) és un esportista belga que competeix en escalada, especialista en la prova de dificultat.
Des del 2013 ha guanyat diverses vegades el Campionat Nacional de Bèlgica en escalada de dificultat. El 2016, va guanyar una medalla d'argent al Campionat del Món d'Escalada i va quedar primera en el rànquing IFSC. El 2017, va guanyar una medalla d'or en el Campionat d'Europa d'Escalada.
El 2019, Verhoeven realitzà la primera ascensió femenina de la via Joe mama 9a+ a Oliana.